# Cornelia Wecker
Cornelia Wecker (* 24. Juli 1948) ist eine deutsche Filmproduzentin.

## Leben
Cornelia Wecker ist Tochter des Produzenten Gero Wecker. Sie studierte nach dem Abitur Publizistik in Göttingen und Berlin und arbeitete zunächst als Regieassistentin. Ab 1994 war sie als Producerin für Katharina Trebitsch tätig. 1998 kam sie zur UFA Fernsehproduktion, wo sie zahlreiche TV-Produktionen betreute. Seit 2013 ist sie als freie Filmproduzentin aktiv.

## Filmografie (Auswahl)
- 1997: Mein ist die Rache
- 2001: Ein Vater zum Verlieben
- 2003: Verrückt ist auch normal
- 2007: Die Frau vom Checkpoint Charlie
- 2007: 12 heißt: Ich liebe dich
- 2007: Die Todesautomatik
- 2009–2012: Bella Block (Fernsehreihe, 4 Folgen)
- 2011: Stilles Tal
- 2013: Nacht über Berlin
- 2013: Nach all den Jahren
- 2013: Uferlos!
- 2014: Zwei allein
- 2016: Mörderische Stille
- 2021: Zurück ans Meer (Fernsehfilm)